# 扎隆·索纳特
扎隆·索纳特（羅馬化：Charon Sorat，1988年5月23日—），昵称Top，出生于华富里府的泰国男演员兼模特。代表作有《虎裔》、《名门绅士之缘定芳林》、《保留丈夫2014》、《爱的领域》、《猎恶游戏》、《恋焰风暴2022》。前泰国第3电视台旗下艺人。2021年10月，因合约到期不再续约而成为自由艺人。

## 感情生活
扎隆曾与平采娜·乐维瑟派布恩（Baifern）交往。2018年11月，平采娜对媒体坦言两人已经分开好一段时间。两人也表示分手原因绝不是因为第三者的出现。

## 影视作品

### 电影
| 年份   | 片名           | 角色 | 性质   | 备注 |
| ------ | -------------- | ---- | ------ | ---- |
| 2008年 | 《友谊我和你》 | Laem | 男配角 |      |

### 电视剧
| 年份   | 剧名                         | 角色                                 | 播放平台      | 备注   |
| ------ | ---------------------------- | ------------------------------------ | ------------- | ------ |
| 2012年 | 《云之上2》                  | Komsorn Suriyorn                     | 泰国第3电视台 | 男配角 |
| 2013年 | 《名门绅士之珍爱妙方》       | Chatchavee Teawaprom                 | 泰国第3电视台 | 客串   |
| 2013年 | 《名门绅士之缘定芳林》       | Chatchavee Teawaprom                 | 泰国第3电视台 | 男主角 |
| 2013年 | 《名门绅士之曼舞云霄》       | Chatchavee Teawaprom / Rangsiman     | 泰国第3电视台 | 客串   |
| 2013年 | 《第六感2》                  | Joe                                  | 泰国第3电视台 | 男主角 |
| 2014年 | 《星阁怨》                   | Poramat Yutitada（Por）              | 泰国第3电视台 | 男主角 |
| 2014年 | 《保留丈夫2014》             | Siwa                                 | 泰国第3电视台 | 男配角 |
| 2015年 | 《暗屋》                     | Sunthi（Art）                        | 泰国第3电视台 | 男主角 |
| 2016年 | 《虎裔》                     | Glaa                                 | 泰国第3电视台 | 男主角 |
| 2016年 | 《玫瑰切钻》                 | Danupope Thampichitchai（Klab Khao） | 泰国第3电视台 | 男主角 |
| 2017年 | 《情陷梨伽园》               | Tula Raksirisakul（Tul）             | 泰国第3电视台 | 男主角 |
| 2018年 | 《亲爱的英雄之国土之心》     | Itsara Ratchaphonkun（It）           | 泰国第3电视台 | 客串   |
| 2018年 | 《亲爱的英雄之魅力天鹅》     | Itsara Ratchaphonkun（It）           | 泰国第3电视台 | 客串   |
| 2018年 | 《亲爱的英雄之风森结合为爱》 | Itsara Ratchaphonkun（It）           | 泰国第3电视台 | 男主角 |
| 2018年 | 《亲爱的英雄之内心之爱》     | Itsara Ratchaphonkun（It）           | 泰国第3电视台 | 客串   |
| 2018年 | 《亲爱的英雄之羽翼之下》     | Itsara Ratchaphonkun（It）           | 泰国第3电视台 | 客串   |
| 2018年 | 《罪孽怨灵》                 | Pal                                  | 泰国第3电视台 |        |
| 2019年 | 《鬼娃娃》                   | Atirut                               | 泰国第3电视台 | 男主角 |
| 2020年 | 《爱的领域》                 | Paitoon                              | 泰国第3电视台 | 男配角 |
| 2021年 | 《猎恶游戏》                 | Mavin                                | 泰国第3电视台 | 男配角 |
| 2022年 | 《恋焰风暴2022》             | Trin                                 | 泰国第3电视台 | 男主角 |
| 2023年 | 《婚恋调查》                 | Wasu                                 | Thai PBS 3    | 男主角 |
| 2024年 | 《教父》                     | Phet                                 | 8频道         | 男主角 |